# Erysiphe betae

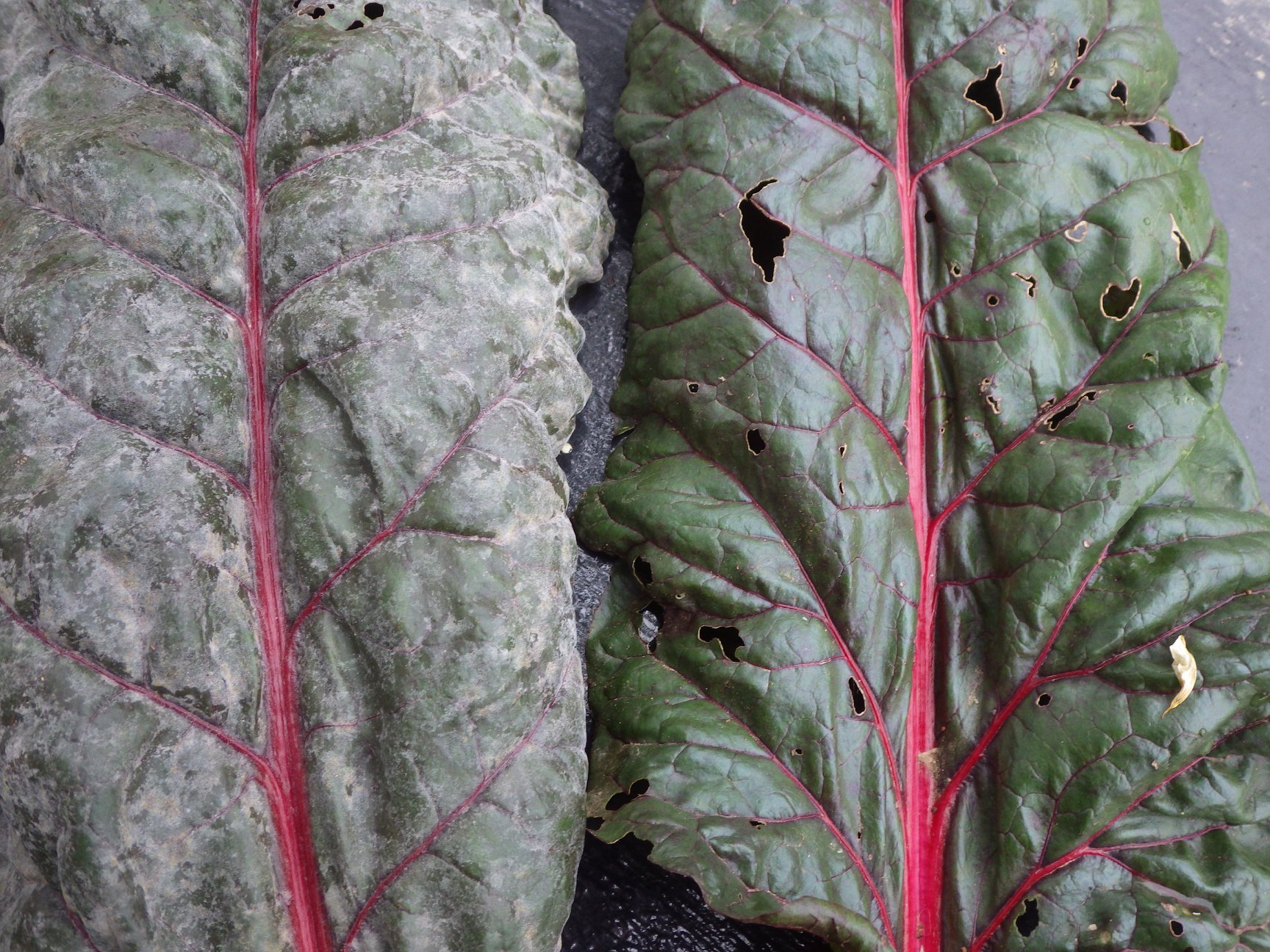
Porażony i zdrowy liść buraka ćwikłowego

Erysiphe betae (Vaňha) Weltzien – gatunek grzybów należący do rodziny mączniakowatych (Erysiphaceae). Grzyb mikroskopijny, pasożyt bezwzględny, u buraków wywołujący chorobę o nazwie mączniak prawdziwy buraka zaliczaną do grupy mączniaków prawdziwych.

## Systematyka i nazewnictwo
Pozycja w klasyfikacji według Index Fungorum: Erysiphe, Erysiphaceae, Helotiales, Leotiomycetidae, Leotiomycetes, Pezizomycotina, Ascomycota, Fungi.
Po raz pierwszy opisał go w 1903 r. Johann J. Vaňha, nadając mu nazwę Microsphaera betae. W 2000 r. Heinrich Carl Weltzien przeniósł go do rodzaju Erysiphe. Synonimy:
- Erysiphe betae var. spinaciarum Y.S. Paul & V.K. Thakur 2006
- Erysiphe communis f. betae Jacz., Karm. Opred. Grib. 1927
- Microsphaera betae Vaňha 1903

## Charakterystyka
Występowanie
Występuje w Ameryce Północnej i Południowej, Europie, Azji, na Nowej Zelandii i w Afryce, także w Polsce. Poraża różne gatunki buraków (Beta) i komos (Chenopodium), a także niektóre inne gatunki z rodziny szarłatowatych (Amaranthaceae).
Objawy
Na obydwu stronach porażonych liści powstaje cienki nalot grzybni, rozlany na dużej powierzchni, lub w postaci oddzielnych plam.
Cechy mikroskopowe
Konidiofory wyprostowane, proste, komórki stopy cylindryczne, 18–35 (–40) × 7–11 µm, po których zazwyczaj następują dłuższe i 1(–2) krótsze komórki, rzadziej nad komórkami stopy następują komórki mniej więcej tej samej długości. Appressoria płatowate, konidia powstają pojedynczo, są w przybliżeniu cylindryczne, elipsoidalne lub jajowate, ok. 30–50 × (11–)14–22,5 µm. Strzępki kiełkowe na końcu, zwykle krótkie i grube, z nieco nabrzmiałym lub płatowatym wierzchołkiem. Klejstotecja gromadne lub rozproszone, o średnicy (75–)100–120(–135) µm, komórki wielokątne lub nieregularne, ok. 10-20 µm średnicy, przyczepki liczne, w dolnej połowie klejstotecjum, 0,5–1,5 (–2,5) razy dłuższe od jego średnicy, przeważnie mniej więcej tak długie jak średnica, często bardzo krótkie, strzępkowate, septowane, cienkościenne, kolorowe, brązowe od spodu, jaśniejsze w górnej połowie, o szerokości ok. 4–9 µm, pojedyncze lub często rozgałęzione w sposób koralkowaty. Worki w liczbie 3–8 w jednym klejstotecjum, krótkoogonkowe, rzadko siedzące, 45–75 × 30–45 (–50) µm (2–) 3–5-zarodnikowe. Bazydiospory elipsoidalne-jajowate, ok. 18–26 × 11–16 µm.
Rozwój
Biały nalot na liściach składa się z konidioforów, grzybni i konidiów. Duża wilgotność hamuje rozwój konidiów. Optymalna temperatura do ich kiełkowania wynosi 20–30 °C, a wilgotność względna powietrza 30–40%. Powstawaniu klejstotecjów sprzyja krótki dzień.